# Catopsalis
Catopsalis – rodzaj wymarłego ssaka żyjącego w paleocenie na terenie Ameryki Północnej. Niektóre kanadyjskie szczątki mogą pochodzić z późnej kredy. Był to duży przedstawiciel grupy wieloguzkowców, z których większość nie dorównywała mu rozmiarami.
Wcześniej rodzajowi przypisano mongolskie szczątki z późnej kredy, jednak przeniesiono je później do rodzajów  Djadochtatherium i Catopsbaatar.
Rodzaj ten, opisany przez Cope'a w 1884, znany był także pod nazwą  Polymastodon.

## Gatunki
Catopsalis alexanderi nazwany został przez  Middletona w 1982. Datuje się go na  the puerkan (Paleocen, 65-63 milionów lat temu), włączając go w Littleton Local Fauna ze stanów Kolorado, Montana i Wyoming (Stany Zjednoczone). Część materiału przypisano pierwotnie do gatunków C. foliatus i C. joyneri. Okazy wystawiają obecnie Amerykańskie Muzeum Historii Naturalnej w Nowym Jorku oraz Peabody Museum of Natural History, należące do Uniwersytetu Yale. Zwierzę to charakteryzowało się jak na wieloguzkowca bardzo dużą masą ciała.
Catopsalis calgariensis, opisany przez Russella w 1926, pochodzi z paleoceńskich warstw skalnych stanu Wyoming oraz kanadyjskiej prowincji Alberta. Holotyp, znaleziony w 1924, wchodzi w skład kolekcji Uniwersytetu Alberty. Dalszy materiał posiada Uniwersytet Wyoming. Gatunek ten także odznaczał się ciężką wagą.
Catopsalis fissidens także został opisany przez sławnego paleontologa Cope w 1884. Znano go także jako C. utahensis (Gazin C.L., 1939) oraz Polymastodon fissidens (Cope, 1884). Znaleziono go w pochodzących z  torrejonianu (paleocen) pokładach z San Juan Basin w Nowym Meksyku i Utah. Uniwersytet Wyoming jest w posiadaniu okazu. Gatunkowi przypisuje się olbrzymią masę ciała.
Catopsalis foliatus, kolejny zawdzięczający swą nazwę Cope E.D. i opisany w 1882, nazwyany był takżeC. johnstoni (Fox R.C. 1989) i Polymastodon foliatus (Cope 1884). Pochodzi z  puercańskich warstw z  San Juan Basin w Nowym Meksyku oraz z formacji Ravenscrag w Kanadzie. C. johnstoni z Saskatchewanu znajduje się obecnie w Albercie. Także był ciężki.
Catopsalis waddleae, opisany przez Buckleya w 1995, pochodzi z  puerkanu z montańskiej Simpson Quarry. Przerasta inne gatunki swą masą